# Tails (операційна система)
Tails або The Amnesic Incognito Live System — дистрибутив Linux на основі Debian, створений для забезпечення приватності та анонімності. Усі вихідні з'єднання повинні пройти через Tor, неанонімні з'єднання блокуються. Система призначена для завантаження з Live CD або Live USB та не залишає жодної інформаціі після себе на пристрої, де вона використовувалась. Проект Tor є головним спонсором розробки Tails.

## Історія розробки
Операційна система Tails вперше була випущена 23 червня 2009 року як продовження розробки ОС Incognito, дистрибутив Linux на основі Gentoo. ОС отримала фінансову підтримку для розитку від проекту Tor. Також Tails отримала фінансування від Debian Project, Mozilla і фонду вільної преси.
Такі відомі люди, як Лора Пойтрас, Гленн Грінвальд і Бартон Джелман наголошували, що Tails була дуже важливим інструментом, яким вони користувались під час роботи з Едвардом Сноуденом, інформатором Агентства національної безпеки.
Починаючи з версії 3.0, Tails потребує 64-бітний процесор для запуску.

## Ліцензія
The Amnesic Incognito Live System є вільним програмним забезпеченням, яке поширюється під ліцензією GNU GPL (версія 3 і вище).

## Встановлене програмне забезпечення
- Оточення робочого столу GNOME.
  - Файловий менеджер Nautilus

Робота з мережею:
- Tor в ізольованому режимі з підтримкою мережевих мостів (з обфускацією[15]) і  графічним фронтендом Vidalia[en].
- Firefox з модифікацією Iceweasel, патчами безпеки[16], а також розширеннями Torbutton [Архівовано 31 травня 2014 у Wayback Machine.], HTTPS Everywhere [Архівовано 5 червня 2011 у Wayback Machine.], NoScript [Архівовано 18 лютого 2011 у Wayback Machine.] и Adblock Plus [Архівовано 10 лютого 2017 у Wayback Machine.].
- NetworkManager для легкого налаштування мережі.
- Pidgin зі вбудованним OTR.
- Claws Mail зі вбудованною підтримкою GnuPG.
- Liferea[en] — RSS-агрегатор для GNOME.
- Gobby[en] для редагування тексту.
- Aircrack-ng для вардрайвінгу[en] бездротових мереж Wi-Fi.
- I2P для доступу до даркнету.

Шифрування та приватність:
- LUKS і GNOME Disks[en] для шифрування запам'ятовуючих пристроїв.
- GnuPG для шифрування й цифрового підпису електронної пошти.
- Схема розділення секрету Шаміра[en]
- Віртуальна клавіатура
- MAT[17] — засіб для анономізації метаданих.
- PWGen — генератор паролей.
- KeePassX — менеджер паролів.